# Pont d'Ébebda

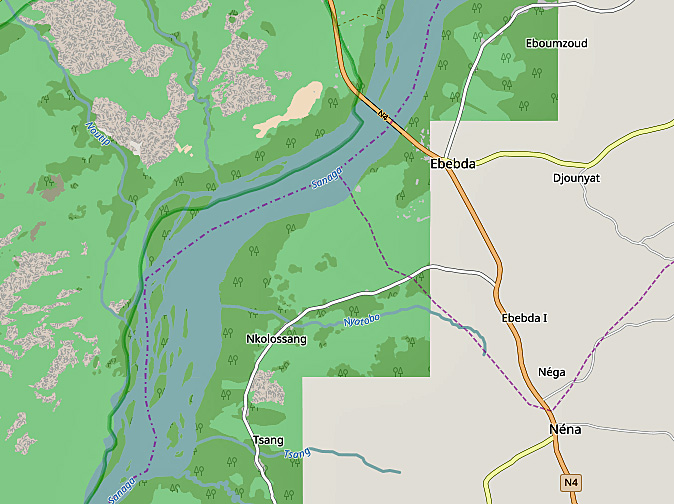
Localisation du Pont D'Ébebda sur la Sanaga.

Le pont d'Ébebda construit en 1982 sur le fleuve Sanaga dans la commune de Ebebda (Cameroun). Il constitue une portion de la route N4 (nationale n°4) reliant Yaoundé via Obala à Bafoussam via Bangangté.

## Histoire
Il est long de 1020 mètres et constitue une œuvre d'art sur la route nationale numéro 4. Le pont enjambe le fleuve Sanaga qui est l'un des principaux cours d'eau et le plus long du Cameroun. Il a été inauguré en 1982.

## Description
Le Pont sur la Sanaga à Ebebda est un pont transbordeur; construit et inauguré en 1982. L'ouvrage d'art sur la route nationale numéro 4 mesure 1020 mètres de long. C'est une réalisation de la société française Campenon Bernard, filiale du groupe Vinci, avec la participation de l'entreprise Sogea-Satom. La hauteur du tablier par rapport au plan d'eau est d'environ 7 mètres, variant selon le niveau du fleuve.
Le pont relie Ebebda à Botatango (localité proche de Balamba). Il se trouve sur la route reliant Yaoundé la capitale du Cameroun, et Bafoussam, la capitale régionale de l'Ouest, en passant par Obala, Ebebda, Ombessa, Bafia et Bangangté. Il facilite ainsi les échanges économiques et culturels entre les régions du Centre, de l'Ouest et du Nord-Ouest.

Le Pont est à quelques kilomètres du lieu de confluence entre la Sanaga et le Mbam. Le mélange des eaux est très lent, une halocline très visible y apparait.
| \| 500 km1:16 991 000 \| 1ier Pont (1830 m) 2ième Pont (756 m) Mungo (400 m) Pt Allemand (? m) Edéa (??? m) Ebebda (1020 m) Dibamba (??? m) Nyong (??? m) Kousseri (230 m) Benoué (405 m) Natchigal (??? m) Cross River(1500 m) Touraké(140 m) Bongor (600 m) |
| 500 km1:16 991 000 |

| Ponts existants                                              |
| Ponts en chantier/projet                                     |
| (1911, 1020 m) (Année de construction, longueur (en mètres)) |

Le Pont est bâti à l’endroit où le lit du fleuve est le plus étendu. Ébebda est le point de convergence de deux grands cours d’eau : le Mbam et la Sanaga. Le débit élevé à cet endroit peut expliquer la longueur exceptionnelle de l’ouvrage.
La construction du pont a beaucoup contribué à raccourcir un trajet jusque là long et éprouvant. Il est difficile d'avoir des offres de transport public pour Ébebda directement, la localité n'étant pas un village étape sur la Nationale N°4.
Le pont sur la Sanaga se trouve à deux kilomètres du centre d'Ébebda. Non loin du pont se trouve un chantier d’extraction de sable. 
A Ébebda, on traverse un pont, ouvrage d’art important qui enjambe la Sanaga. Ce fleuve est rempli de  sable. On peut apercevoir les pêcheurs de sable en activité.
C’est une vraie flottille de bateaux et de barges, avec à leur bord des pêcheurs armés de perches, poussant sur le fond du fleuve. Les barques comptent en général deux hommes. L’un plonge un grand panier au fond de l’eau afin de remonter le maximum de sable. 
Le sable ainsi récolté est entreposé sur les berges et transporté sur les chantiers de Yaoundé. Ceci est observable depuis le pont. Prendre des photos est risqué; les pêcheurs n’apprécient pas toujours et les contrôles de police.
Pour la Can 2021 au Cameroun, des travaux sont prévus sur cette route et ce pont.

Le corps de Jean-Marie Benoît Balla a été retrouvé pas loin de ce pont.
Le pont est un ouvrage crucial pour la logistique entre Yaoundé la capitale et les territoires grassfields du Cameroun. Il sert de voie de transport pour l'approvisionnement en biens venant de cette partie agricole et pour sa forte diaspora installée à Yaoundé et dans le sud Cameroun. La circulation a été coupée sur le pont durant les années de braise au Cameroun.

## Tourisme

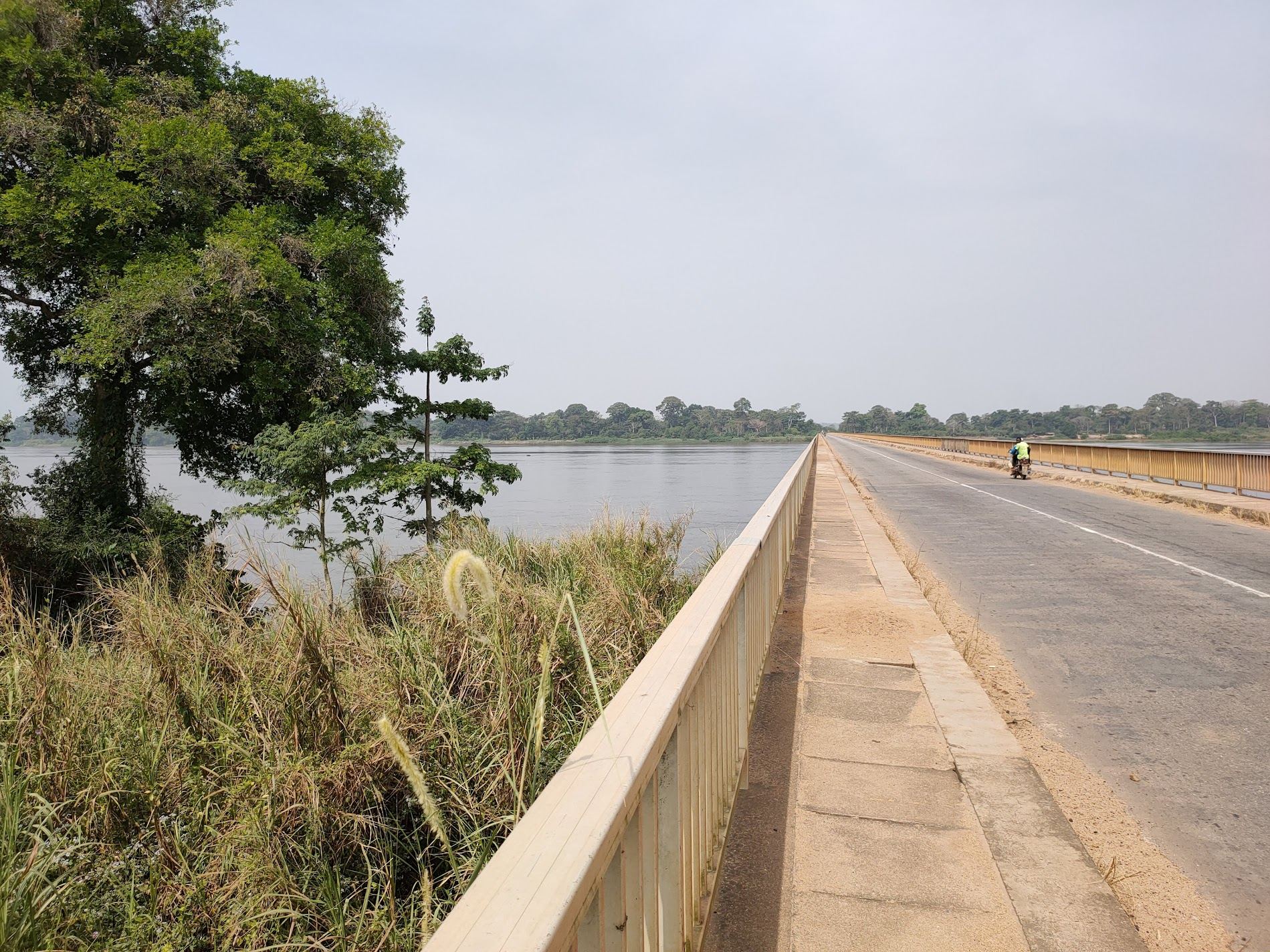
Pont d'Ebebda

Sur la rive gauche, au bord de la route se trouve un bâtiment qui offre, sur sa plateforme accessible en escalier un bon point d'observation. 